# Aloysius Huber
Pour les articles homonymes, voir Huber.
Louis Huber dit, Aloysius Huber est né à Ittlenheim (Bas-Rhin) le 22 février 1815  et est mort à Autun le 8 janvier 1865. Il apprend à Wasselonne le métier de corroyeur qu'il exerce à Paris. C'est un agitateur politique (peut-être un provocateur de la police).

## Biographie
Conspirateur, il participe à un complot contre la vie du roi Louis-Philippe Ier, est arrêté et condamné à la déportation en 1838. Remis en liberté par la Révolution française de 1848, il joue un rôle équivoque dans la manifestation du 15 mai 1848, dont l'échec décapita le mouvement républicain progressiste. Après la manifestation du 15 mai, il est condamné  par la Haute cour de justice de Bourges, interné à Doullens puis à Belle-île-en-Mer. Il est gracié sous l'Empire auquel il se rallia.
Il est l'auteur d'un livre : Nuit de veille d'un prisonnier d'État.

### Archives
- Lettre autographe d'une page, signée et adressée de la Conciergerie le 3 octobre 1849 au rédacteur du journal La Réforme, annotée et contresignée par Jean-Louis Greppo, député à l'Assemblée, Paris, 1849 (Bibliothèque nationale et universitaire de Strasbourg)
- Médaille en l'honneur de "Aloysus Huber, martyr de la Liberté", créée en 1848 après qu'il a fait proclamer la dissolution de l'Assemblée nationale le 15 mai, disponible au musée Carnavalet.